# Slaget vid Kosabroma
Slaget vid Kosabroma var ett fältslag under pommerska kriget inom sjuårskriget som stod mellan svenska och preussiska styrkor nära staden Friedland i Tyskland den 17 september 1761. Slaget slutade oavgjort.

## Deltagande svenska regementen
- Dalregementet
- Österbottens regemente
- Upplands regemente
- Smålands kavalleriregemente